# 2022年布朗克斯公寓火灾
2022年布朗克斯公寓火灾是2022年1月9日上午发生于美国纽约布朗克斯区的严重火灾。这场火灾是除发生在养老院的火灾以外，美国历史上死亡人数第三多的住宅火灾，也是自1990年以来纽约住宅公寓楼发生的最大火灾。这场火灾导致17人死亡，其中包括8名儿童；另有44人受伤。
这场火灾发生于布朗克斯福特汉姆社区一栋19层的公寓楼。该楼始建于1972年，有120间公寓。初步调查显示，这场火灾由一间卧室中的便携式电加热器引起。